# St. Mariä Himmelfahrt (Appelhülsen)

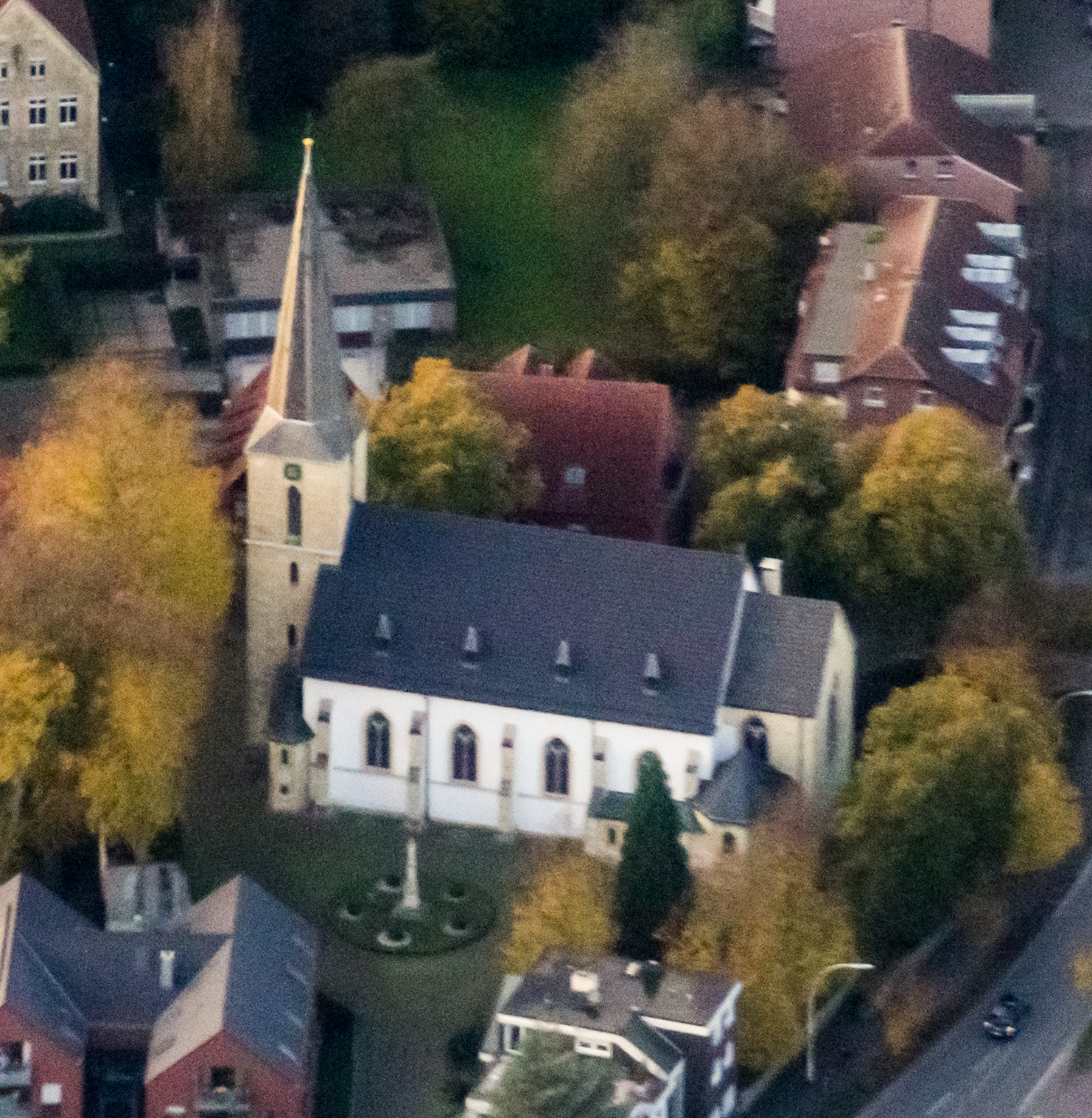
St. Mariä Himmelfahrt, Appelhülsen

St. Mariä Himmelfahrt ist eine römisch-katholische Kirche in Appelhülsen.

## Geschichte
Die Kirche wurde 1823 errichtet, nachdem die Vorgängerkirche bei einem Dorfbrand im Jahre 1814 zerstört worden war. Ende der 1880er Jahre wurde der Kirchenraum erweitert. Der Chorraum wurde erbaut. Die Außenwände wurden erhöht und verstärkt; die Kirche erhielt ein neugotisches Gewölbe.

## Ausstattung

### Orgel

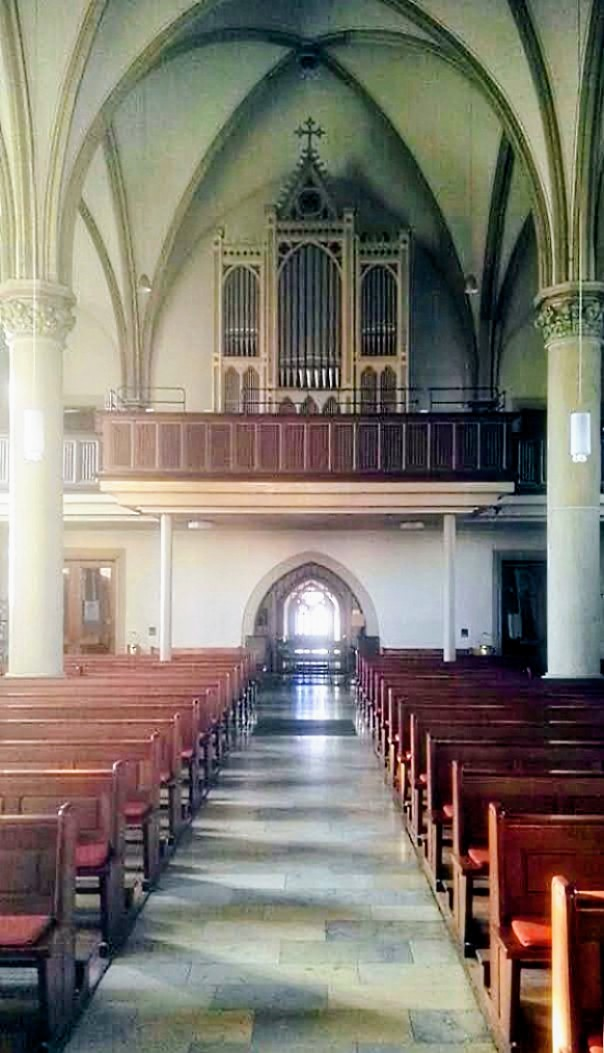
Die Sauer-Orgel in St. Mariä Himmelfahrt

Bei dem Wiederaufbau der Kirche im Jahr 1821 wurde eine Orgelbühne eingebaut, auf der 1827 eine gebrauchte Orgel aus dem Magdalenenhospital in Münster aufgestellt wurde. Die notwendige Überholung der Orgel wurde von dem Orgelbauer Johann Kersting aus Münster durchgeführt. Nach dem Defekt der Orgel im Jahr 1878 fertigte der Orgelbauer Josef Laudenbauch aus Dülmen für 3.588 Goldmark eine neue Orgel mit zwei Manualen und 17 Klangstimmen.
1917 mussten alle Orgelpfeifen für Rüstungszwecke abgegeben werden. 1925 konnten diese durch neue ersetzt werden. 1977 fiel die Orgel aus und sollte nach einem Gutachten des Orgelbauers Friedrich Fleiter aus Münster ersetzt werden.

1979 wurde eine neue Orgel vom Orgelbauer Siegfried Sauer aus Ottbergen unter Verwendung einiger Register und des vorhandenen Gehäuses der Vorgänger-Orgel für 124.000 DM errichtet. Sie hat 21 Register auf zwei Manualwerken und Pedal. Die Spieltrakturen sind mechanisch, die Registertrakturen sind elektrisch. Die Orgel hat folgende Disposition:
| I Hauptwerk C–g3 |                |        |
| 1.               | Pommer         | 16′    |
| 2.               | Prinzipal      | 08′    |
| 3.               | Hohlflöte      | 08′    |
| 4.               | Viola di Gamba | 08′    |
| 5.               | Oktave         | 04′    |
| 6.               | Flauto dolce   | 04′    |
| 7.               | Waldflöte      | 02′    |
| 8.               | Mixtur IV–VI 0 | 01 ⁄3′ |
| 9.               | Trompete       | 08′    |

| II Unterwerk C–g3 |                  |       |
| 10.               | Gedackt          | 8′    |
| 11.               | Spitzgamba       | 4′    |
| 12.               | Rohrflöte        | 4′    |
| 13.               | Prinzipal        | 2′    |
| 14.               | Sesquialter II 0 | 2 ⁄3′ |
| 15.               | Zimbel III       | 1⁄3′  |
| 16.               | Schalmey         | 8′    |
|                   | Tremulant        |       |

| Pedal C–f1 |                 |     |
| 17.        | Subbass         | 16′ |
| 18.        | Bartpfeife      | 08′ |
| 19.        | Choralbass      | 04′ |
| 20.        | Hintersatz IV 0 |     |
| 21.        | Fagott          | 16′ |

- Koppeln: II/I, I/P, II/P
- Spielhilfen: Zungenabsteller, Handregister, zwei freie Kombinationen, Tutti, eine freie Pedalkombination

### Figurengruppe Anna selbdritt
Das in Eiche geschnitzte Andachts- und Gnadenbild der "Mutter Anna selbdritt" wurde vermutlich im 15. Jahrhundert gefertigt und gehörte ursprünglich zu einem Bildstock des Wedemhofes, bevor es in die Kirche überführt wurde. Da die Appelhülsener Kirche Propsteigut des Domes zu Münster war, hatte der „Dom zu Münster“ das Recht, diese Figur „auszuleihen“. Nach erfolgloser Bemühung um eine Rückführung, wurde 1982 eine originalgetreue Kopie angefertigt und in der Kirche aufgestellt.

## Glocken
Es ist nicht bekannt, wann St. Mariä Himmelfahrt die erste Glocke bekommen hat. Im Ersten Weltkrieg mussten alle Orgelpfeifen und drei Glocken für Rüstungszwecke abgegeben werden. Nach vier Jahren, 1922 bis 23, konnten zwei neue Glocken angeschafft werden. Im Zweiten Weltkrieg mussten die größten vier der fünf vorhandenen Glocken ebenfalls für die Kriegsrüstung hergegeben werden. Die Brandglocke aus dem Jahr 1510 wurde heimlich, um sie zu retten, mit einer Glocke aus der Kirche in Nienberge vertauscht. 1950 wurden drei von Petit & Gebr. Edelbrock in Gescher neu gegossene Glocken und die Brandglocke aus Nienberge eingebaut.
| Nr. | Name                | Gussjahr | Gießer                  | Durchmesser (mm) | Masse (kg, ca.) | Schlagton | Inschrift |
| 1   | Brandglocke         | 1510     | Wolter Westerhues       |                  | 1.200           | dis1      | |
| 2   | Beata-Maria-Glocke  | 1950     | Petit & Gebr. Edelbrock |                  | 670             | fis1      | oben: Maria, Königin, führ uns zu Christus hin. unten: Kriegsnot ist nun vorbei. Laut ertönt der Welt Geschrei nach eitlen Dingen. Laß mein' Stimm' zu Deiner Ritterschaft Mutter, sie bringen. |
| 3   | Herz-Jesu-Glocke    | 1950     | Petit & Gebr. Edelbrock |                  | 475             | gis1      | oben: Herz Jesu, Du Quell aller Liebe, sei unsere Rettung. unten: Wir wurden zerschlagen, dem Haß zu dienen (1942) Wir sind erstanden und rufen zum Sühnen (11. März 1950)                      |
| 4   | Sankt-Josefs-Glocke | 1950     | Petit & Gebr. Edelbrock |                  | 350             | ais1      | oben: Sankt Josef, Schutzpatron, bitt' für uns an Jesu Thron. unten: Hilf uns zur Arbeit, hilf uns zum Sterben. Hilf, daß wir einstens den Himmel erwerben.                                     |
| 5   | Angelus-Glocke      |          |                         |                  | 190             | d2        | |